# United Counties Football League
De United Counties Football League  is een Engelse regionale voetbalcompetitie voor clubs uit de regio's Northamptonshire, Bedfordshire en Rutland, maar ook delen van Buckinghamshire, Cambridgeshire, Huntingdonshire, Leicestershire, Lincolnshire en Norfolk.
De competitie bestaat uit drie divisies, waarvan twee voor eerste teams en een voor reserveteams. Clubs in de Premier Division komen in aanmerking voor deelname aan de voorrondes van het FA Cup-toernooi. Bovendien mogen clubs met lichtmasten meedoen aan het FA Vase-toernooi.

## Divisies

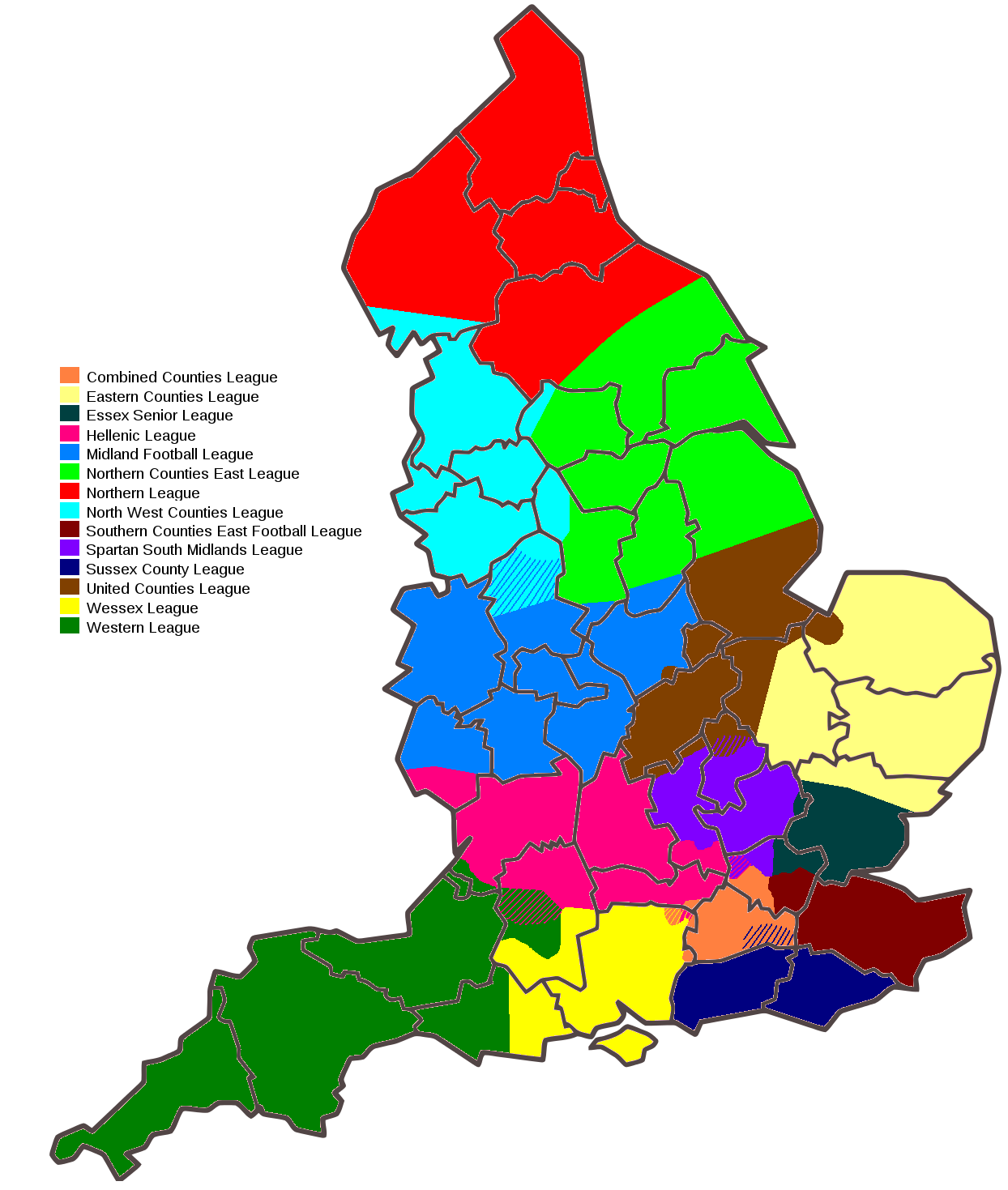
Het gebied dat wordt beslagen door de competitie is bruin gekleurd.

### Premier Division
De Premier Division is de hoogste divisie van de competitie en maakt deel uit van het negende niveau in de Engelse voetbalpiramide. Clubs in deze divisie komen in aanmerking voor promotie naar de Southern League, mits zij zich daarvoor gekwalificeerd hebben en zij voldoen aan bepaalde criteria. In de Premier Division spelen 19 clubs, terwijl normaliter 22 clubs deelnemen aan competities op dit niveau.

### Division One
Division One is de tweede divisie van de competitie en is onderdeel van het tiende niveau in de Engelse voetbalpiramide. De divisie bestaat uit 22 clubs en is een van de weinige divisies op dit niveau waarin niet iedere club over lichtmasten beschikt.

### Reservedivisie
De reservecompetitiedeelnemers zijn over het algemeen reserveteams van clubs die uitkomen in de twee hoofddivisies van de competitie. Sinds het seizoen 2013/14 is er nog maar één reservedivisie, terwijl er voorheen twee waren.

## Vorige kampioenen
| Seizoen | Premier Division         | Division One               |
| ------- | ------------------------ | -------------------------- |
| 1980/81 | Stamford                 | Stevenage Borough          |
| 1981/82 | Stamford                 | Newport Pagnell Town       |
| 1982/83 | Irthlingborough Diamonds | Raunds Town                |
| 1983/84 | Buckingham Town          | Brackley Town              |
| 1984/85 | Arlesey Town             | Northampton Spencer        |
| 1985/86 | Buckingham Town          | AFC Kempston Rovers        |
| 1986/87 | Potton United            | Baker Perkins              |
| 1987/88 | Spalding United          | British Timken Duston      |
| 1988/89 | Potton United            | Ramsey Town                |
| 1989/90 | Holbeach United          | Daventry Town              |
| 1990/91 | Bourne Town              | Daventry Town              |
| 1991/92 | Northampton Spencer      | Harrowby United            |
| 1992/93 | Rothwell Town            | Ford Sports Daventry       |
| 1993/94 | Rothwell Town            | Northampton Vanaid         |
| 1994/95 | Boston Town              | St Neots Town              |
| 1995/96 | Raunds Town              | Ford Sports Daventry       |
| 1996/97 | Stamford                 | Yaxley                     |
| 1997/98 | Stamford                 | Higham Town                |
| 1998/99 | Spalding United          | Bugbrooke St Michaels      |
| 1999/00 | Ford Sports Daventry     | Cottingham                 |
| 2000/01 | Boston Town              | Daventry Town              |
| 2001/02 | Ford Sports Daventry     | Newport Pagnell Town       |
| 2002/03 | Holbeach United          | Northampton Sileby Rangers |
| 2003/04 | Spalding United          | Potton United              |
| 2004/05 | Cogenhoe United          | Northampton Sileby Rangers |
| 2005/06 | Woodford United          | Sleaford Town              |
| 2006/07 | Deeping Rangers          | Whitworths FC              |
| 2007/08 | Stotfold                 | Daventry Town              |
| 2008/09 | Stewards & Lloyds Corby  | Peterborough Northern Star |
| 2009/10 | Daventry Town            | Irchester United           |
| 2010/11 | St Neots Town            | AFC Kempston Rovers        |
| 2011/12 | Long Buckby              | Huntingdon Town            |
| 2012/13 | Holbeach United          | Northampton Sileby Rangers |
| 2013/14 | Spalding United          | Oadby Town                 |